# Friderik Kralj
Friderik Kralj, slovenski podčastnik, partizan in Maistrov borec za severno mejo, * 22. julij 1900, Radenski vrh, Kapela, Prlekija, † 29. december 1999.

## Življenje
Kralj se je rodil kot šesti, najmlajši otrok v viničarski družini očetu Tomi in materi Mariji (rojena Križanič). Leta 1905 se je družila preselila v vas Murščak.
Leta 1918 se ni odzval na nabor avstro-ogrskih oboroženih sil, toda novembra istega leta se je pridružil Slovenski vojski in postal vojak 11. čete Mariborskega pehotnega polka.
Sprva se je boril pri Radencih, nato pa v sestavi Labotskega odreda na Koroškem, kjer je bil tudi parkrat ranjen. Po hitrem okrevanjem (odrekel se je bolniškemu dopustu) se je jeseni 1919 vrnil nazaj v enoto.
Zaradi izjemnega rokopisa in natančnosti je postal četni pisar. Njegov poveljnik, poročnik Vladimir Vauhnik, ga je prepričal, da postane poklicni vojak.
Leta 1920 je vstopil v podčastniško šolo v Zagrebu, ki jo je končal in postal sodelavec kartografskega oddelka Vojnogeografskega inštituta vojske Kraljevine Jugoslavije v Beogradu.
Po premestitvi v Kruševac in nato v Debar je leta 1938 prispel v Maribor, kjer je postal pomočnik blagajnika v štabu polka.
Leta 1943 se je pridružil NOB in bil borec Ljubljanske brigade.
Zaradi diagnoze kostne tuberkuloze so ga leta 1948 predčastno upokojili, saj niso pričakovali ozdravitve.
V SFRJ Kralj ni imel priznanega statusa Maistrovega borca, saj je zamudil prijavni rok za ureditev statusa. Toda po zaslugi zgodovinarja Lojzeta Peniča, ki je našel njegovo ime na nemškem »seznamu nemškemu rajhu nevarnih Maistrovih borcev«, tako da je po osamosvojitvi Slovenije leta 1991 dobil status in s tem denarno pomoč.
Umrl je 29. decembra 1999. Pokopali so ga na pobreškem pokopališču v Mariboru, blizu groba generala Maistra.